# Posąg Salmanasara III
Posąg Salmanasara III – wykonany z bazaltu posąg asyryjskiego króla Salmanasara III (858-824 p.n.e.) odnaleziony w 1903 roku przez niemieckich archeologów prowadzących wykopaliska w Kalat asz-Szarkat (starożytne Aszur) w północnym Iraku. Obecnie zabytek ten znajduje się w zbiorach Muzeum Archeologicznego w Stambule (EŞ 4650).
Posąg znaleziony został w wejściu do budowli z okresu partyjskiego, ale z inskrypcji na zabytku wiadomo, iż pierwotnie stał w Bramie Rzemieślników (sum. ká.gal tibira). W chwili odnalezienia rozbity był on na dwie duże i kilka mniejszych części, a jego głowy brakowało. Obecnie wystawiany w Muzeum Archeologicznym w Stambule zabytek jest rekonstrukcją pierwotnego posągu wykonaną przy wykorzystaniu jego zachowanych fragmentów. Szacuje się, iż wraz z głową posąg musiał mieć wysokość ok. 250 cm.
Na przodzie, lewym biodrze i plecach posągu umieszczona jest inskrypcja klinowa. Jej początek wymienia tytuły i przodków Salmanasara III, a także podaje listę podbitych przez niego krain. Dalej następuje opis szeregu wypraw wojennych tego króla, które nie zostały jednak ułożone w porządku chronologicznym. I tak wymienione zostają kolejno następujące wyprawy: czwarta z 855 r. p.n.e., szósta z 853 r. p.n.e., osiemnasta z 841 r. p.n.e., dwudziesta czwarta z 835 r. p.n.e., dwudziesta druga z 837 r. p.n.e. i dwudziesta szósta z 833 r. p.n.e. Ponieważ najpóźniejszą wymienioną wyprawą jest ta z 833 r. p.n.e. przypuszcza się, iż inskrypcja powstać musiała w tym właśnie roku lub wkrótce później. Z końcowego fragmentu inskrypcji wynika, iż posąg i inskrypcja powstały po to, aby upamiętnić w ten sposób odbudowę przez Salmanasara III zewnętrznych i wewnętrznych murów miejskich w Aszur:
„W tym czasie odbudowałem mury mego miasta Aszur od szczytu do podstawy. Wykonałem mój królewski posąg (i) ustawiłem (go) w Bramie Rzemieślników. Nazwa wielkiego (wewnętrznego) muru to 'Ten, którego blask pokrywa kraj'. Nazwa zewnętrznego muru to 'Ten, który trzęsie regionami'”